# Scotty Bahrke
Scotty Bahrke (Reno (Nevada), 4 augustus 1985) is een Amerikaanse freestyleskiër. Bahrke vertegenwoordigde zijn vaderland op de Olympische Winterspelen 2010 in Vancouver. Hij is de jongere broer van freestyleskiester Shannon Bahrke, zij nam op drie Olympische Winterspelen deel op het onderdeel moguls.

## Carrière
Bij zijn wereldbekerdebuut, in januari 2005 in Lake Placid, scoorde Bahrke direct zijn eerste wereldbekerpunten. In januari 2007 behaalde hij in Mont Gabriel zijn eerste toptienklassering in een wereldbekerwedstrijd, vier jaar later stond hij in Calgary voor de eerste keer in zijn carrière op het podium van een wereldbekerwedstrijd. Op 17 februari 2012 boekte de Amerikaan in Kreischberg zijn eerste wereldbekerzege.
Bahrke nam drie keer deel aan de wereldkampioenschappen freestyleskiën. In 2009 behaalde hij in Inawashiro zijn beste resultaat, hij eindigde als zeventiende op het onderdeel aerials.
Tijdens de Olympische Winterspelen van 2010 in Vancouver eindigde Bahrke als drieëntwintigste op het onderdeel aerials.

## Resultaten

### Olympische Spelen
| Jaar | Plaats    | Resultaten  |
| ---- | --------- | ----------- |
| 2010 | Vancouver | 23e Aerials |

### Wereldkampioenschappen
| Jaar | Plaats               | Resultaten  |
| ---- | -------------------- | ----------- |
| 2007 | Madonna di Campiglio | 23e Aerials |
| 2009 | Inawashiro           | 17e Aerials |
| 2011 | Deer Valley          | 23e Aerials |

### Wereldbeker

#### Eindklasseringen
| Seizoen   | Algm | AE  |
| --------- | ---- | --- |
| 2004/2005 | 128e | 38e |
| 2005/2006 | 195e | 50e |
| 2006/2007 | 72e  | 24e |
| 2007/2008 | 43e  | 12e |
| 2008/2009 | 73e  | 24e |
| 2009/2010 | 85e  | 31e |
| 2010/2011 | 42e  | 12e |
| 2011/2012 | 28e  | 11e |

#### Wereldbekerzeges
| Datum            | Plaats      | Onderdeel |
| ---------------- | ----------- | --------- |
| 17 februari 2012 | Kreischberg | Aerials   |